# Géronce
Géronce település Franciaországban, Pyrénées-Atlantiques megyében. Lakosainak száma 490 fő (2022. január 1.). Géronce Aren, Barcus, Esquiule, Orin, Poey-d’Oloron, Saint-Goin és Moumour községekkel határos.

## Népesség
A település népességének változása:
| Lakosok száma | 424  | 325  | 369  | 376  | 441  | 443  | 455  | 466  | 478  | 490  |
|               | 1962 | 1975 | 1990 | 1999 | 2010 | 2015 | 2017 | 2018 | 2020 | 2022 |